# Albert David Jordan
Albert David Jordan (* 28. Juli 1877 in Seaforth, Ontario; † 7. September 1932 in Perry Sound) war ein kanadischer Organist, Dirigent und Musikpädagoge.

## Leben
Der Bruder von Henri K. Jordan studierte am Toronto College of Music bei Frederick Herbert Torrington. Er war in den 1890er Jahren Organist an der St Clement's Anglican Church und von 1897 bis 1902 Organist und Chorleiter an der Brant Ave Methodist Church in Brantford. 1902 gründete er den Brantford Male Choir Von 1903 bis 1924 wirkte er an der First Methodist Church in London/Ontario; daneben unterrichtete er bis 1919 am London Conservatory. Außerdem dirigierte er verschiedene Chöre und trat als Konzertorganist auf.
Bei der Pan-American Exposition 1901 in Buffalo und der Pacific Panama Exposition 1915 in San Francisco trat Jordan als Vertreter Kanadas auf. 1916 gründete er die London Musical Art Society und 1919 das London Institute of Musical Art, das er bis zu seinem Tode leitete. Von 1925 bis 1932 war er Organist und Chorleiter an der Timothy Eaton Memorial Church. Im Jahr 1931 gründete er die Toronto Chamber Music Society.